# It Takes a Nation of Millions to Hold Us Back
| Recensione                    | Giudizio |
| ----------------------------- | -------- |
| AllMusic                      | [ 1 ]    |
| Christgau's Record Guide      | A+       |
| Encyclopedia of Popular Music | [ 6 ]    |
| The Guardian                  | [ 7 ]    |
| NME                           | 10/10    |
| Pitchfork                     | 10/10    |
| Q                             | [ 10 ]   |
| The Rolling Stone Album Guide | [ 11 ]   |
| Select                        | 5/5      |
| Spin Alternative Record Guide | 10/10    |

It Takes a Nation of Millions to Hold Us Back è il secondo album in studio del gruppo musicale hardcore hip hop statunitense Public Enemy, pubblicato nel 1988.

## Descrizione
Nelle intenzioni dei Public Enemy l'album doveva essere l'equivalente hip hop del disco What's Going On di Marvin Gaye, opera rinomata per il suo forte contenuto a sfondo sociale.
L'album rimase in classifica per 49 settimane nella statunitense Billboard 200, raggiungendo come posizione massima la numero 42. Nell'agosto 1989, il disco venne certificato disco di platino dalla Recording Industry Association of America, con vendite superiori al milione di copie nei soli Stati Uniti. L'opera fu molto ben accolta dalla critica, che lodò le tecniche di produzione e le liriche a sfondo politico e sociale di Chuck D. Inoltre apparve in molte classifiche di fine anno come uno dei migliori album del 1988, e fu scelto come miglior disco del 1988 da The Village Voice.
Quest'album ha avuto un notevole successo ed è considerato una pietra miliare del genere, tanto che nel 2003 la rivista Rolling Stone lo piazzò al quarantottesimo posto nella classifica dei 500 album migliori di tutti i tempi, e lo mise al primo posto tra gli album hip hop consigliati. Nell'aggiornamento del 2020 della stessa classifica, l'album è salito fino alla posizione numero 15.

### Antefatti
L'album di debutto dei Public Enemy Yo! Bum Rush the Show nel 1987, sebbene acclamato dagli appassionati di hip hop e dai critici musicali, era stato pressoché ignorato dalla maggior parte del pubblico mainstream rock e R&B, vendendo solo 300,000 copie, cifra relativamente bassa per gli standard di vendite all'epoca di altri artisti della Def Jam come LL Cool J e Beastie Boys. Tuttavia, il gruppo proseguì l'attività senza sosta, facendo tour e incidendo in studio. «Il giorno nel quale uscì Yo! Bum Rush the Show [nella primavera del 1987], stavamo già registrando in studio le tracce per Nation of Millions», dichiarò Chuck D.
Per assicurarsi che le loro esibizioni dal vivo fossero esaltanti tanto quanto quelle di Londra e Filadelfia, il gruppo decise che la musica in Nation of Millions sarebbe stata più veloce di quella contenuta in Yo! Bum Rush the Show.

### Registrazione
Le sedute di registrazione si svolsero durante il 1987 presso i Chung King Studios, i Greene St. Recording, e gli Sabella Studios di New York City. I Public Enemy cominciarono le sessioni di registrazione dell'album ai Chung King di Manhattan ma insorsero contrasti e dissidi con i tecnici del suono a causa di pregiudizi contro gli artisti hip hop. Il gruppo si spostò quindi negli studi Greene St. Recording dove l'atmosfera era migliore. Inizialmente, anche gli ingegneri del suono di Greene Street avevano qualche perplessità ma alla fine la stima nei confronti del gruppo crebbe grazie alla loro etica lavorativa e alla serietà dimostrata nel processo di registrazione. Inciso con il titolo di lavorazione provvisorio Countdown to Armageddon, il gruppo scelse poi It Takes a Nation of Millions to Hold Us Back come titolo del disco, ricavandolo da una strofa della canzone Raise the Roof inclusa nel loro primo album. Il materiale fu inciso in 30 giorni con una spesa di circa 25,000 dollari.
Invece che andare in tour insieme al resto del gruppo, Eric "Vietnam" Sadler e Hank Shocklee rimasero in studio a lavorare sul materiale di Nation of Millions in modo che Chuck D e Flavor Flav avessero le basi già pronte al loro ritorno in sala di registrazione. Quando il gruppo cominciò a pianificare il secondo album, le tracce Bring the Noise, Don't Believe the Hype e Rebel Without a Pause erano già pronte. Quest'ultima era stata incisa durante il tour Def Jam del 1987, e il testo era stato scritto da Chuck D in un giorno. Piuttosto che utilizzare solo un campionamento da Funky Drummer di James Brown, pratica ampiamente abusata nel primo hip hop, Rebel Without a Pause include la presenza di Flavor Flav che suona il beat alla drum machine per tutta la durata del brano.
Secondo Chuck D, Hank Shocklee ebbe l'ultima parola una volta che tutte le tracce furono completate: «Hank sarebbe venuto fuori con il mix finale perché era il maestro del suono ... Hank è il Phil Spector dell'hip-hop. Era molto più avanti dei suoi tempi, perché osava sfidare le possibilità del suono». Fu deciso contro la volontà dei membri del gruppo che la durata dell'album dovesse essere di una ora precisa, trenta minuti per lato. All'epoca, le musicassette era più diffuse e popolari dei CD e il gruppo non voleva che gli ascoltatori dovessero ascoltare una pausa troppo lunga dopo che metà dell'album era finita.

### Musica e testi

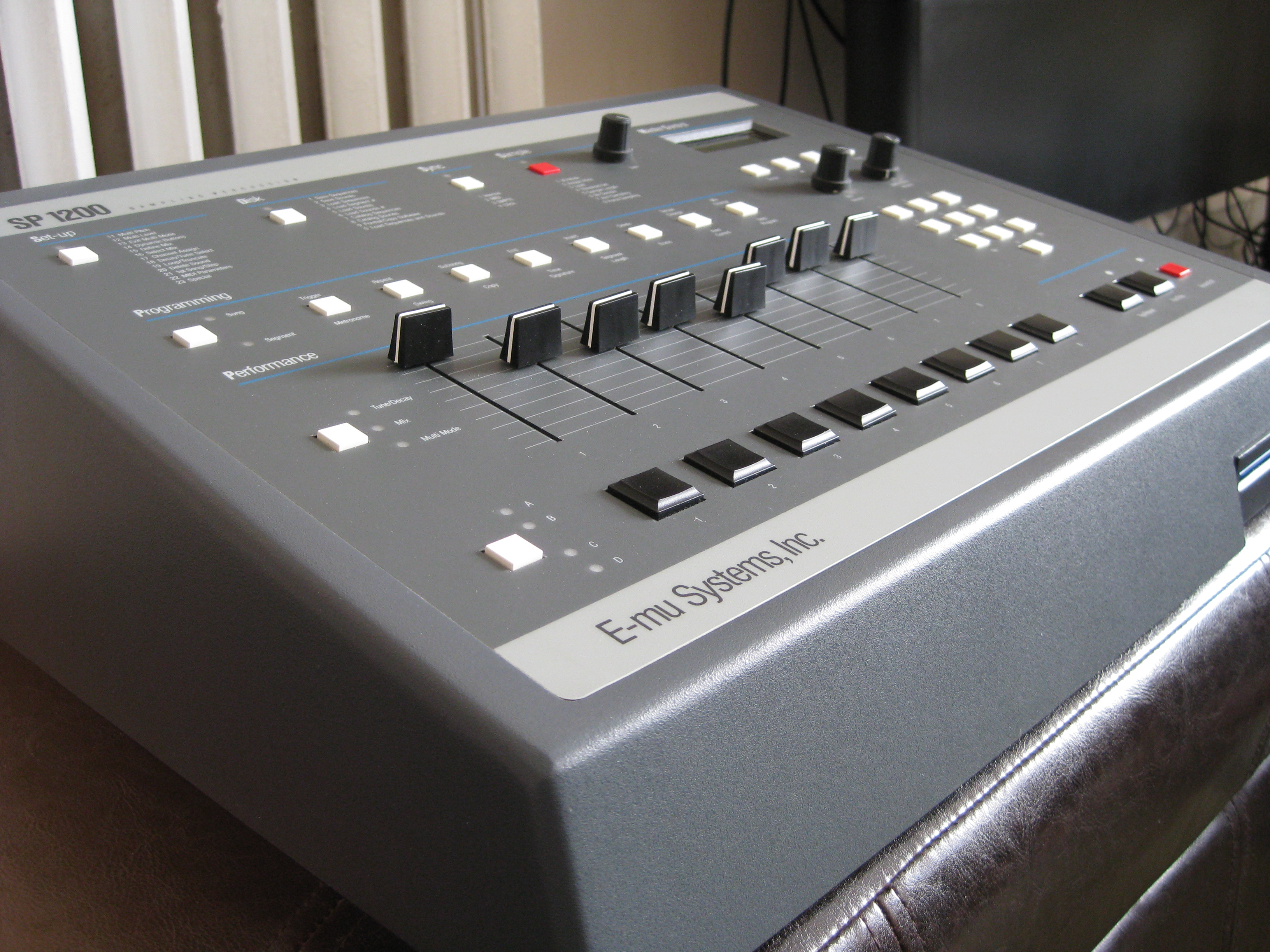
Un campionatore e drum machine E-mu SP-1200, utilizzato da The Bomb Squad per l'album

Sotto la direzione di Hank Shocklee, convinto che la musica non fosse niente altro che "rumore organizzato"; The Bomb Squad, il team di produttori, cominciò a sviluppare uno stile produttivo caotico e denso che si basava su suoni trovati casualmente e rumori avant-garde tanto quanto sul funk della vecchia scuola. Insieme a una vasta selezione di campionamenti, le tracce presentano un ritmo maggiore rispetto a quelli dei contemporanei del gruppo. Come nelle esibizioni dal vivo, nell'album Flavor Flav supporta le esternazioni politiche di Chuck D con i suoi testi surreali.
(Hank Shocklee)
In un'intervista concessa al New York Daily News, Shocklee fece notare come il suono dinamico dell'album fosse stato ispirato dall'abilità rap di Chuck D, affermando: «Chuck è un rapper potente. Volevamo creare qualcosa che potesse resistere a lui dal punto di vista sonoro». Circa i suoi contributi alla produzione, Shocklee si è citato come arrangiatore e ha specificato che "non aveva alcun interesse per le canzoni lineari". Quando utilizzava dei dischi per dei campionamenti, Shocklee disse che qualche volta li gettava in terra e ci saltava sopra se il loro suono era troppo "pulito".
Hank indicò Chuck D come la persona che scovò tutti i campionamenti vocali, Eric Sadler come "quello con il talento musicale", e disse che suo fratello, Keith Shocklee, "conosceva un sacco di breakbeat e fu il maestro degli effetti sonori". Anche Chuck D confermò quanto detto da Shocklee parlando dei metodi di lavoro del gruppo durante la produzione: «Eric era il musicista, Hank era l'anti-musicista. Eric fece molta programmazione alla drum machine, [il fratello di Hank] Keith era il tizio che portava l'atmosfera».
Alcuni errori occorsi durante la produzione furono volutamente inseriti nell'album. Il break in Bring the Noise, dove il campione di grancassa tratto da Funky Drummer di James Brown suona l'assolo, fu un errore. Apparentemente, la sequenza errata uscì fuori da un campionatore SP1200 e Shocklee decise non solo di tenerlo ma volle anche che Chuck riscrivesse le sue rime per seguire il ritmo. L'album stesso venne mixato senza automazione, ma invece registrato su nastro analogico e successivamente meticolosamente mixato a mano. Questo è un fatto significativo che ha fatto guadagnare a It Takes a Nation of Millions to Hold Us Back la nomea di essere uno degli album più intricati di musica campionata digitalmente mai realizzati. Interrogato anni dopo se replicare l'elevato numero di campionamenti presenti nell'album sarebbe stato possibile al giorno d'oggi [a causa dell'incremento dei costi circa il materiale sotto copyright], Hank Shocklee disse che sebbene possibile, sarebbe costato molto più che in passato fare una cosa del genere.

### Brani
Lungo l'arco narrativo dell'album, Chuck D lancia messaggi caratterizzati dalla retorica della filosofia del nazionalismo nero, parlando di tematiche come il potere nero e l'affermazione degli afroamericani, criticando il suprematismo bianco, e accusando lo sfruttamento dei neri nell'industria musicale. Caught, Can We Get a Witness? si rivolge direttamente alla questione dei campionamenti nell'hip hop e alla violazione del diritto d'autore dalla prospettiva di chi supporta tale pratica e dichiara legittima ogni appropriazione in virtù della "proprietà intellettuale nera dei suoni in primo luogo". She Watch Channel Zero?! è un attacco verso il potere lobotomizzante della televisione.
Rebel Without a Pause esemplifica i ritmi più elevati voluti dai Public Enemy per questo album, incorporando un beat potente e pesante e campionando fiati stridenti, questi ultimi presi da The Grunt dei The J.B.'s (1970). Liricamente, il brano evita la struttura tradizionale strofa/ritornello/strofa delle canzoni popolari, con l'aggressivo rap di Chuck D, puntualizzato dal flusso di coscienza di Flavor Flav. Il biografo dei Public Enemy Russell Myrie scrisse circa l'importanza della traccia: «Eguaglia I Know You Got Soul [di Eric B. & Rakim] in termini di innovazione e qualità. Alzò il ritmo per i Public Enemy, cosa che avrebbero fatto ripetutamente nel loro successivo capolavoro [...] Il tempo più veloce era importante in quanto avrebbe aumentato i livelli di energia ai loro spettacoli. Soprattutto, suonava fresco. Era dell'hip-hop di livello successivo. Chuck e Hank pensavano giustamente che potesse stare al fianco dei migliori dischi rap dell'epoca». Terminator X to the Edge of Panic inizia con un campionamento tratto da Flash dei Queen, trattato come se il disco fosse rovinato e saltasse sulla puntina. Nella traccia She Watch Channel Zero?! è presente un campionamento dal brano Angel of Death degli Slayer. Il testo di Bring the Noise, rappato in prevalenza da Chuck D con interpolazioni da parte di Flavor Flav, include l'autocelebrazione della forza dei Public Enemy, l'approvazione dei dettami del leader della Nation of Islam Louis Farrakhan, e ribatte a critici imprecisati argomentando a favore del rap come genere musicale legittimo alla pari del rock. Nel testo del brano sono presenti anche riferimenti a colleghi artisti hip hop quali Run–D.M.C., Eric B., LL Cool J e, curiosamente, a Yōko Ono, Sonny Bono e alla thrash metal band Anthrax, presumibilmente perché Chuck D era lusingato dal fatto che il chitarrista della band Scott Ian indossasse magliette dei Public Enemy durante i concerti degli Anthrax. Nel 1991 i Public Enemy rifecero anche Bring the Noise in versione rap metal proprio in collaborazione con gli Anthrax. Il brano Don't Believe the Hype è  una critica dei mass media statunitensi. L'hype è tutto ciò che fa momentaneamente tendenza e viene propugnato alla gente per ragioni di mercato o propaganda e dunque è la prima cosa a cui non credere mai: «Don't believe the hype, it's a sequel/ As an equal can I get this through to you/ My 98 booming with a trunk of funk/ All the jealous punks can't stop the dunk/ Coming from the school of hard knocks/ Some perpetrate, they drink Clorox/ Attack the Black, because I know they lack exact/ The cold facts, and still they try to Xerox/ The leader of the new school, uncool, never played the fool, just made the rules» ("Non credete alla propaganda, è una continuazione/ Da uguale, posso trasmetterlo/ La mia 98 romba con un pistone funk/ Tutti gli sfigati invidiosi non possono interrompere la pacchia/ Arrivando dalla scuola dei detrattori/ Qualcuno ci prova, bevono conegrina/ Attaccano il Nero, perché conosco bene i loro difetti/ La pura verità, eppure cercano ancora di imitarmi/ Maestro del nuovo corso, impeccabile/ Mai fatto il buffone, ho solo stabilito le regole"). Il ritmo del pezzo è tratto da Synthetic Substitution di Melvin Bliss e da Escape-ism di James Brown. Il brano, diventato un vero e proprio tormentone, in Italia verrà anche incluso nella compilation Deejay Rap. Una citazione speciale merita Black Steel in the Hour of Chaos, dove la tastiera in loop, il ritmo funk spinto all'inverosimile e il testo di condanna verso l'intero apparato militare e politico statunitense, uniti al celebre videoclip girato in prigione, faranno scuola nei decenni successivi contribuendo a forgiare la moderna ideologia dell'hip-hop, quale rivolta e presa di coscienza definitiva delle proprie radici culturali.
Alcuni titoli delle canzoni presenti nell'album fanno riferimento a elementi della cultura popolare. Il titolo di Party for Your Right to Fight cita il successo (You Gotta) Fight for Your Right (to Party) dei Beastie Boys del 1987, e ne è di fatto un ri-arrangiamento. Il titolo del brano Night of the Living Baseheads cita quasi letteralmente il film Night of the Living Dead di George A. Romero del 1968, mentre Rebel Without a Pause è un gioco di parole sul titolo originale del film Gioventù bruciata (Rebel Without a Cause). Il campionamento vocale del disc jockey hip hop Mr. Magic che dice: «No more music by the suckers» fu impiegato nella canzone Cold Lampin' with Flavor dopo essere stato registrato da Flavor Flav da una trasmissione radiofonica di Magic. Mr. Magic aveva attaccato il gruppo in diretta durante il suo show alla radio.

## Pubblicazione
L'album fu pubblicato il 28 giugno 1988 e nel suo primo mese di uscita, It Takes a Nation of Millions to Hold Us Back vendette 500,000 copie senza un significativo supporto promozionale da parte della casa distributrice Columbia Records. Il disco raggiunse la posizione numero 42 nella classifica Billboard Top Pop Albums e la numero 1 nella Top Black Albums negli Stati Uniti. Trascorse 49 settimane di permanenza nella Billboard Top Pop Albums. Il 22 agosto 1989, fu certificato disco di platino dalla Recording Industry Association of America (RIAA), con vendite di almeno 1 milione di copie negli Stati Uniti d'America.

## Tracce
Lato 1
1. Countdown to Armageddon (C. Ridenhour E. Sadler, H. Shocklee) – 1:40
2. Bring the Noise (C. Ridenhour, E. Sadler, H. Shocklee) – 3:46
3. Don't Believe the Hype (C. Ridenhour, E. Sadler, H. Shocklee, W. Drayton) – 5:19
4. Cold Lampin' With Flavor (E. Sadler, H. Shocklee, W. Drayton) – 4:17
5. Terminator X to the Edge of Panic (C. Ridenhour, N. Rogers, W. Drayton) – 4:31
6. Mind Terrorist (C. Ridenhour, E. Sadler, H. Shocklee) – 1:21
7. Louder Than a Bomb (C. Ridenhour, E. Sadler, H. Shocklee) – 3:37
8. Caught, Can We Get a Witness? (C. Ridenhour, E. Sadler, H. Shocklee) – 4:53

Lato 2
1. Show Em Whatcha Got (C. Ridenhour, E. Sadler, H. Shocklee) – 1:56
2. She Watch Channel Zero?! (C. Ridenhour, E. Sadler, H. Shocklee, R. Griffin, W. Drayton) – 3:49
3. Night of the Living Baseheads (C. Ridenhour, E. Sadler, H. Shocklee) – 3:14
4. Black Steel in the Hour of Chaos (C. Ridenhour, E. Sadler, H. Shocklee, W. Drayton) – 6:23
5. Security of the First World (C. Ridenhour, E. Sadler, H. Shocklee) – 1:20
6. Rebel Without a Pause (C. Ridenhour, E. Sadler, H. Shocklee, N. Rogers) – 5:02
7. Prophets of Rage (C. Ridenhour, E. Sadler, H. Shocklee, W. Drayton) – 3:18
8. Party for Your Right to Fight (C. Ridenhour, E. Sadler, H. Shocklee) – 3:24

## Formazione
- Produttori – Rick Rubin (exec.), Eric "Vietnam" Sadler (assistant producer), Carl Ryder, Hank Shocklee
- voce – Professor Griff (Minister of Information), Chuck D (Messenger of Prophecy), Fab 5 Freddy, Flavor Flav (The Cold Lamper), Erica Johnson, Oris Josphe, Harry Allen
- Ingegneri del suono – John Harrison, Jeff Jones, Nick Sansano, Chuck Valle, Greg Gordon, Jim Sabella, Matt Tritto, Christopher Shaw
- Missaggio – Steven Ett, Rod Hui, Keith Boxley, Chuck Chillout
- Scratching – Norman Rogers, Johnny Juice Rosado
- giradischi – Terminator X (Assault Technician), Johnny Juice Rosado
- Fotografia – Glen E. Friedman
- Programmazione – Hank Shocklee, Eric "Vietnam" Sadler
- Production supervisor – Bill Stephney